# Ercole Gaddi Pepoli

Stemma Pepoli

Ercole Gaddi Pepoli (Vienna, 27 giugno 1896 – Forlimpopoli, 15 settembre 1932) è stato un politico italiano.

## Biografia
Appartenente ad una nobile famiglia del forlivese, possedeva il titolo di conte. Ricoprì l'incarico di podestà di Forlì dal 1926 al 1930 e fu deputato al parlamento nazionale durante la XXVIII legislatura del Regno d'Italia.